# Justo (primo de Justiniano)

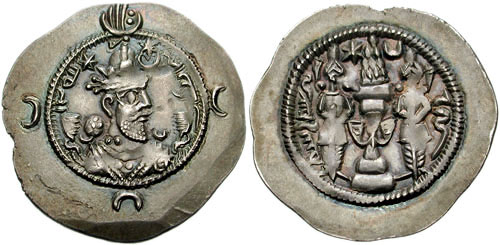
Dracma de r.

Justo (em latim: Justus) foi um general bizantino do século VI, sobrinho do imperador Justino I (r. 518–527) e primo de Justiniano (r. 527–565). Os nome de seus pais é incerto, mas sabe-se que era irmão de Boraides e Germano. Apareceu pela primeira vez em 18 de janeiro de 532, último dia da Revolta de Nica, quando capturou Hipácio no Hipódromo de Constantinopla e entregou-o, junto de Pompeu, para Justiniano.
Em 542, quando tornar-se-ia mestre dos soldados vacante, refugiou-se ao lado de Justo, Buzes e outros oficiais em Hierápolis Bambice, quando o xá Cosroes I (r. 531–579) invadiu a Síria. Escreveram para Belisário convidando-o para se juntar a eles, porém quando o último decidiu dirigir-se para Dura Europo, os demais seguiram-no, exceto Justo, que permaneceu em Hierápolis com uma pequena força.
Em 543, Justo e os oficiais Domencíolo, João, João, o Glutão e Perânio lideraram suas forças combinadas para Fiso, próximo de Martirópolis, e de lá para a fronteira persa. Outros generais (Filemudo, Martinho, Pedro, Vero, Valeriano) lideraram uma invasão ao Império Sassânida de outro local, porém Justo e os demais oficiais não juntaram-se a eles e se dedicaram a atacar Taraunitis, onde conseguiram pouco butim, e então retornaram. Em 544, Justo adoeceu e faleceu, sendo sucedido por Marcelo, seu sobrinho e do imperador.